# 江楓
江楓（1942年3月—），男，江蘇常州人。擅長中國畫。現為河北畫院一級美術師、河北省美術家協會東方藝術學會會長、河北省山水畫研究會名譽會長、中國美術家協會會員。

## 生平
1961年考入浙江美術學院（現中國美術學院）中國畫系山水畫專業。師承潘天壽、顧坤伯、陸維劍、陸儼少等先生。
1966畢業後赴河北工作，曾任河北畫院副院長、省美協副秘書長、河北省山水畫研究院副會長等職。
2000年入選文化部、中國美術家協會主辦的《世紀之光中國畫提名獎》。

## 获奖記錄
作品三次入選全國美展，作品《閻閭繚繞接山巔》為中國美術館收藏。作品《濱海旭日》曾陳列於北京人民大會堂。